# Pseudophilautus singu
Pseudophilautus singu é uma espécie de anfíbio anuro da família Rhacophoridae. Está presente no Sri Lanka. A UICN classificou-a como em perigo de extinção.